# 神林弘
神林 弘（かんばやし ひろし、1941年〈昭和16年〉11月29日 - ）は、日本の政治家。元茨城県水海道市（現・常総市）長（2期）。

## 来歴
茨城県出身。早稲田大学文学部卒業。参議院議員秘書や水海道市議を経て、1987年水海道市長選挙に立候補し、当選。1991年に再選。1995年に三選を目指したが、元水海道市議の遠藤利に敗れて落選。1999年と2003年の市長選に続けて立候補したが落選した。